# Lantignié
Lantignié település Franciaországban, Rhône megyében. Lakosainak száma 851 fő (2022. január 1.). Lantignié Quincié-en-Beaujolais, Régnié-Durette, Beaujeu és Deux-Grosnes községekkel határos.

## Népesség
A település népességének változása:
| Lakosok száma | 852  | 886  | 917  | 880  | 870  | 861  | 851  | 854  | 851  |
|               | 2013 | 2015 | 2016 | 2017 | 2018 | 2019 | 2020 | 2021 | 2022 |